# إدفينا
قرية أدفينا هي إحدى القرى التابعة لمركز رشيد في محافظة البحيرة في جمهورية مصر العربية. حسب إحصاءات سنة 2006، بلغ إجمالي السكان في أدفينا 14763 نسمة، منهم 7326 رجل و7437 امرأة.

## التاريخ
قرية إدفينا من القرى القديمة، حيث وردت باسم «إتفينه» في أعمال فوة والمزاحمتين ضمن قرى الروك الصلاحي التي أحصاها ابن مماتي في كتاب قوانين الدواوين، كما وردت باسم «إتفينه» في أعمال فوه والمزاحمتين ضمن قرى الروك الناصري التي أحصاها ابن الجيعان في كتاب «التحفة السنية بأسماء البلاد المصرية». وفي العصر العثماني وردت باسم «إتفينه» في التربيع العثماني الذي أجراه الوالي العثماني سليمان باشا الخادم في عصر السلطان العثماني سليمان القانوني ضمن قرى ولاية البحيرة، وفي تاريخ 1228هـ/1813م الذي عدّ قرى مصر بعد المسح الذي قام به محمد علي باشا باسم «إدفينا» ضمن قرى مديرية البحيرة.